# Teine-ku
Teine-ku (手稲区?) è uno dei dieci quartieri amministrativi della città di Sapporo, in Giappone.